# II Giochi panarabi
I II Giochi panarabi si sono svolti dal 24 agosto all'8 settembre 1957 a Beirut, in Libano. All'evento hanno partecipato un totale di 914 atleti, rappresentanti 10 nazioni del mondo arabo, i quali si sono sfidati in 14 sport.

## Nazioni partecipanti
- Arabia Saudita
- Algeria
- Giordania
- Iraq
- Kuwait
- Libano
- Libia
- Marocco
- Siria
- Tunisia

## Sport
- Atletica leggera (dettagli)
- Calcio (dettagli)
- Canottaggio (dettagli)
- Ciclismo (dettagli)
- Ginnastica artistica (dettagli)
- Lotta (dettagli)
- Nuoto (dettagli)
- Pallacanestro (dettagli)
- Pallavolo (dettagli)
- Pugilato (dettagli)
- Scherma (dettagli)
- Equitazione (dettagli)
- Sollevamento pesi (dettagli)
- Tiro con l'arco (dettagli)

## Medagliere
| Pos. | Nazione   |    |    |    | Totale |
| ---- | --------- | -- | -- | -- | ------ |
| 1    | Libano    | 33 | 37 | 20 | 90     |
| 2    | Tunisia   | 25 | 10 | 21 | 56     |
| 3    | Iraq      | 15 | 13 | 7  | 35     |
| 4    | Marocco   | 10 | 10 | 7  | 27     |
| 5    | Siria     | 8  | 13 | 11 | 32     |
| 6    | Giordania | 3  | 4  | 2  | 9      |
| 7    | Kuwait    | 0  | 0  | 1  | 1      |
| 7    | Libia     | 0  | 0  | 1  | 1      |